# Arnold Schönhage

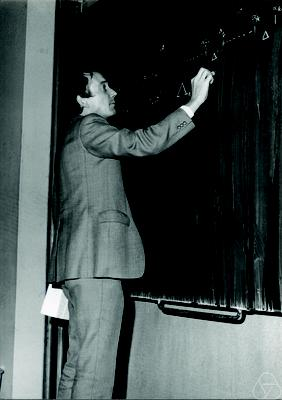
Arnold Schönhage 1973

Arnold Schönhage (* 1. Dezember 1934 in Lockhausen, heute Bad Salzuflen) ist Mathematiker, Informatiker und emeritierter Professor der Universität Bonn.

## Leben
Von 1955 bis 1959 studierte er Mathematik und Physik an der Universität zu Köln und promovierte zum Thema Über das Wachstum zusammengesetzter Funktionen. 1963 habilitierte er zum Thema Optimale Punkte für Differentiation und Integration. Bis 1965 baute er das Computerzentrum des Instituts für angewandte Mathematik der Universität zu Köln auf und wurde dann Dozent, später wissenschaftlicher Rat und schließlich Professor am Mathematischen Institut.
1969 wechselte er als Professor der Mathematik an die Universität Konstanz, 1972 an die Universität Tübingen. 1989 wurde er Professor für Informatik an der Universität Bonn, im Jahr 2000 wurde er emeritiert.
1986 hielt er einen Plenarvortrag auf dem ICM in Berkeley (Equation solving in terms of computational complexity). 1992 wurde er ordentliches Mitglied in der Academia Europaea.

## Werk
Sein Hauptarbeitsgebiet sind die Approximationstheorie und schnelle Algorithmen der numerischen Mathematik, insbesondere die schnelle Ausführung von Standardaufgaben wie Multiplikation von großen ganzen Zahlen, Polynomen oder Matrizen, sowie darauf aufbauend die schnelle Berechnung der elementaren Funktionen wie der Exponentialfunktion, Sinus und Kosinus in Hochpräzisionszahlen (d. h. Gleitkommazahlen mit mittlerer Stellenanzahl von zehn bis 80 32-Bit-Worten bis zu hohen Stellenanzahlen mit einigen hundert Worten). Zusammen mit Volker Strassen entwickelte er 1971 den Schönhage-Strassen-Algorithmus zur schnellen Multiplikation von ganzen Zahlen und Polynomen. In Fortsetzung seiner theoretischen Forschung zu schnellen Algorithmen entwickelte er seit 1985, seit 1989 zusammen mit Andreas Grotefeld und Ekkehart Vetter, den Turing-Prozessor, ein Programm zum schnellen zuverlässigen Rechnen mit langen Gleitkommazahlen.

## Schriften
- Approximationstheorie, de Gruyter Lehrbuch, Berlin, 1971
- mit V. Strassen: Schnelle Multiplikation großer Zahlen, Computing 7 (1971) 281–292.
- mit A.F.W. Grotefeld, E. Vetter: Fast Algorithms — A Multitape Turing Machine Implementation, BI Wissenschafts-Verlag, Mannheim, 1994.